# Abronia graminea
Espèce
Synonymes
- Gerrhonotus gramineus Cope, 1864

Statut de conservation UICN

 EN B1ab(iii) : En danger
Abronia graminea est une espèce de sauriens de la famille des Anguidae.

## Répartition

Distribution selon l'UICN.

Cette espèce est endémique du Mexique. Elle se rencontre en Oaxaca, au Veracruz et au Puebla entre 1 350 et 2 743 m d'altitude.

## Habitat
Cette espèce arboricole, comme tous les membres de son genre, vit dans la canopée parmi les broméliacées de la forêt tropicale humide.

## Description
Abronia graminea est d'un vert lumineux tirant parfois sur le bleu. Il mesure une trentaine de centimètres de long et sa morphologie lui vaut d'être parfois appelé « lézard-crocodile ». Il possède une queue préhensile. Cette espèce est vivipare. Sa taille adulte est d'environ 25 cm.

## Menaces
L'UICN considère le lézard-alligator mexicain comme une espèce en danger. Le déclin de l'espèce est principalement dû à la fragmentation de l'habitat due aux incendies,,, à la déforestation et au changement d'utilisation des terres pour l'agriculture. Le trafic illégal pour le commerce d'animaux de compagnie a également contribué à l'état de cette espèce,,.

## Publication originale
- Cope, 1864 : Contributions to the herpetology of tropical America. Proceedings of the Academy of Natural Sciences of Philadelphia, vol. 16, p. 166-181 (texte intégral).